# Имранов, Нариман Шамо оглы
Нариман Шамо оглы Имранов (азерб. Nəriman Şamo oğlu İmranov; род. 2 января 1944, Шишгая, Басаргечарский район) — азербайджанский государственный деятель, министр национальной безопасности Азербайджана (1993—1994).

## Биография
Нариман Имранов родился 2 января 1944 года в селе Шишгая Басаркечарского района Армянской ССР. В 1969 году окончил Азербайджанский педагогический институт. В 1975 году был направлен на учёбу в Высшую школу КГБ СССР, после окончания которой служил в органах государственной безопасности. 4 октября 1986 года Имранов был назначен заместителем председателя КГБ Азербайджанской ССР, затем служил в различных должностях в системе КГБ СССР.
В 1993 году Наримана Имранова назначили министром национальной безопасности Азербайджана. 15 мая 1994 года был произведён в генерал-майоры. 15 октября того же года был арестован по обвинению в организации побега из следственного изолятора МНБ 4 государственных преступников (Альакрама Гумматова, Рагима Газиева, Арифа Пашаева и Б. Назарли). Против него выдвинули обвинения в государственной измене (ст. 57, часть 1), злоупотреблении служебным положением (ст. 255 «B»), сотрудничестве в побеге из места заключения (ст. 17, 185 часть 2), уничтожении официальных документов (ст. 193, часть 2), запрету передачи вещей задержанному (ст. 185-3) УК Азербайджанской Республики. 12 февраля 1996 года Имранов был приговорён Военной коллегией Верховного суда Азербайджана к смертной казни за государственную измену, заменённой затем на пожизненное заключение. Указом Президента Азербайджана от 21 февраля того же года Нариман Имранов был лишён звания генерал-майора. Помилован президентским указом в 2002 году.